# Mediastino anteriore
Il mediastino anteriore è un compartimento anatomico del torace compreso tra la superficie interna della parete toracica anteriore e la superficie anteriore del pericardio parietale che riveste la superficie sterno-costale del cuore.

## Limiti anatomici
Anteriormente è delimitato dalla guaina connettivale che riveste il periostio sternale e le inserzioni tendinee dei muscoli trasversi del torace sulla superficie dell'osso stesso. Anteriormente e a sinistra il limite è rappresentato dalla superficie interna delle cartilagini costali della terza, quarta, quinta e sesta (a volte anche settima) costa.
Posteriormente è delimitato:
- nella zona postero-inferiore, dalla superficie anteriore del foglietto parietale del pericardio
- nella zona postero-superiore, dalla tonaca avventizia anteriore dei grandi fasci vascolari provenienti o uscenti dal cuore (aorta ascendente, vena cava superiore, tronchi brachiocefalici).

Lateralmente è delimitato dalla porzione anteriore delle pleure parietali mediastiniche. 
Può essere inoltre distinto un mediastino anteriore-inferiore e un mediastino anteriore-superiore, in base al limite posto da un piano orizzontale passante per l'angolo di Louis (articolazione tra il manubrio e il corpo dello sterno) e il corpo della quarta-quinta vertebra toracica.

## Organi del mediastino anteriore
Il mediastino anteriore è occupato da tessuto adiposo, vasi linfatici che provengono dal fegato, le arterie mammarie interne, le vene mammarie interne e alcune stazioni linfonodali.
Nell'adolescente e nel bambino il timo occupa la maggior parte del mediastino antero-superiore e una piccola parte del mediastino antero-inferiore. Nel soggetto adulto il timo lascia il posto a piccoli tralci e lacinie fibrotiche che testimoniano il processo atrofico. Nella porzione inferiore, al di sotto del corpo adiposo retro sternale (il timo atrofico adulto per l'appunto), viene occupato dal cuore e dal sacco pericardico.

## Patologia
Il mediastino anteriore può essere interessato da processi infiammatori secondari alla propagazione di pericarditi, pleuriti e mediastiniti. Il mediastino anteriore è anche sede di patologie cistiche e tumorali quali: timoma, cisti timica, linfoma, teratoma, cisti epidermoide, cisti dermoide, teratocarcinoma, carcinoma embrionario, seminoma, corioncarcinoma, linfangioma cistico, emangioma, lipoma, fibroma, fibrosarcoma, adenoma paratiroideo ectopico, gozzo plongeant e tumori carcinoidi.

## Galleria d'immagini

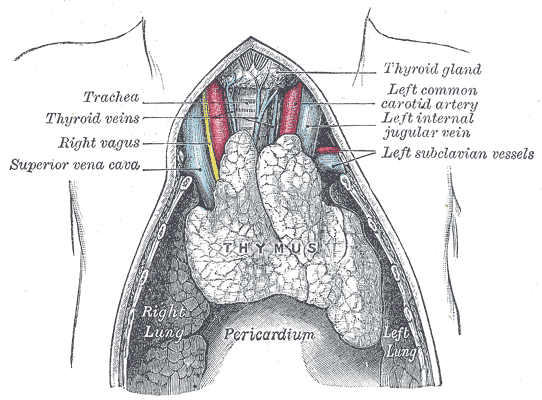
Rappresentazione del timo in un bambino; l'organo occupa l'intero compartimento anteriore del mediastino.
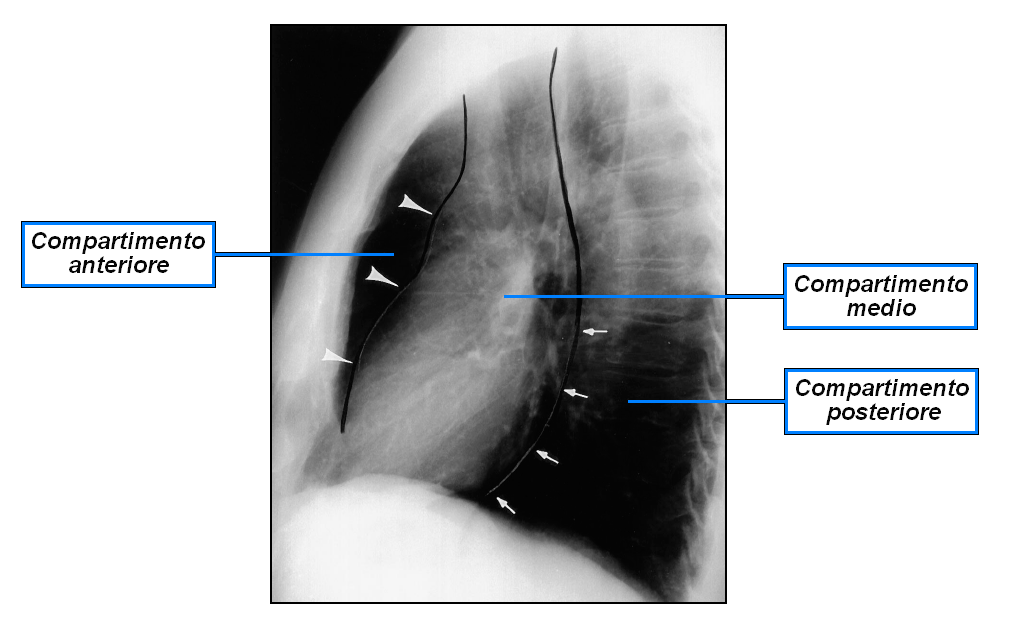
Radiografia del torace in proiezione latero-laterale. Sono visibili ed indicati i diversi compartimenti mediastinivi
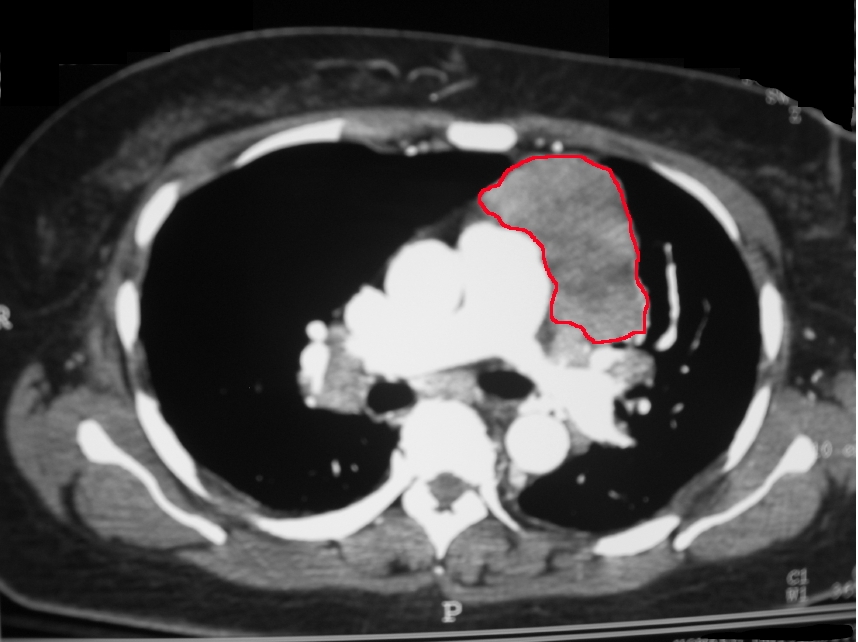
Immagine TAC di massa mediastinica anteriore (timoma) di grandi dimensioni.
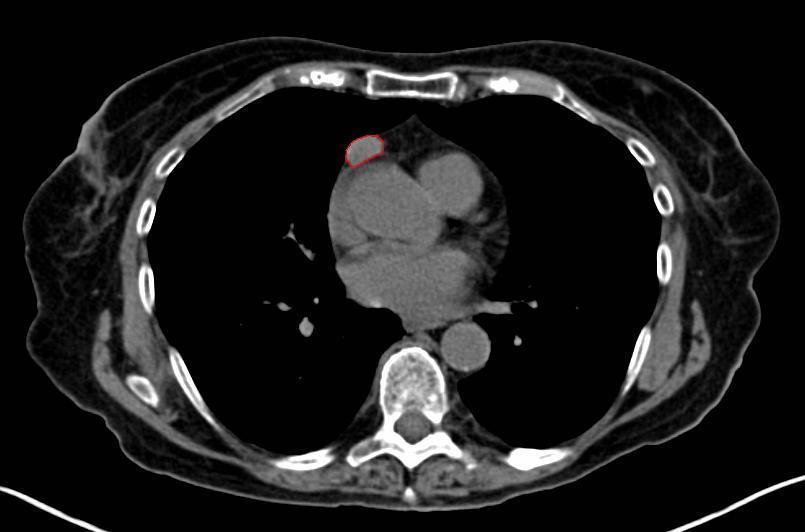
Immagine TAC di massa mediastinica anteriore (timoma) di piccole dimensioni.